# Vilémov (kraj Wysoczyna)
Vilémov – miasteczko (městys) i gmina (obec) w Czechach, w kraju Wysoczyna, w powiecie Havlíčkův Brod. W 2022 roku liczyła 964 mieszkańców.